# Oligonychus hova
Oligonychus hova är en spindeldjursart som beskrevs av Gutierrez 1966. Oligonychus hova ingår i släktet Oligonychus och familjen Tetranychidae. Inga underarter finns listade i Catalogue of Life.